# Brownsville-Bawcomville
Brownsville-Bawcomville é uma Região censo-designada localizada no estado americano de Luisiana, na Paróquia de Ouachita.

## Demografia
Segundo o censo americano de 2000, a sua população era de 7616 habitantes.

## Geografia
De acordo com o United States Census Bureau tem uma área de 
17,2 km², dos quais 17,2 km² cobertos por terra e 0,0 km² cobertos por água.

## Localidades na vizinhança
O diagrama seguinte representa as localidades num raio de 20 km ao redor de Brownsville-Bawcomville. 